# Rubus canduliger
Rubus canduliger är en rosväxtart som beskrevs av Bijlsma och Haveman. Rubus canduliger ingår i släktet rubusar, och familjen rosväxter. Inga underarter finns listade i Catalogue of Life.